# Угют
Угют (кирг. Үгүт) — село в Ак-Талинском районе Нарынской области Кыргызстана. Административный центр Угутского аильного округа. Код СОАТЕ — 41704 210 840 01 0.

## География
Село расположено на юго-западе центральной части области, на левом берегу реки Нарын, вблизи места впадения в неё реки Терек, на расстоянии приблизительно 17 километров (по прямой) к северо-западу от села Баетово, административного центра района. Абсолютная высота — 1583 метра над уровнем моря.

## Население
| год     | 2009 | 2014 | 2015 |
| ------- | ---- | ---- | ---- |
| человек | 722  | 966  | 996  |